# Dapaong
Dapaong (también conocido como Dapaongo o Dapango) es una ciudad en el extremo norte de Togo situada en la región de la  Sabana, de la que es también su capital. Tenía una población de 58.071 habitantes en el censo de 2010. Se encuentra a 638 km al norte de la capital, Lomé, y está cerca de la frontera con Burkina Faso. Es una ciudad de mercado y tiene un pequeño museo.